# Kaapse goudmol
De Kaapse goudmol (Chrysochloris asiatica) is een zoogdier uit de familie van de goudmollen (Chrysochloridae). De wetenschappelijke naam van de soort werd als Talpa asiatica in 1758 gepubliceerd door Carl Linnaeus.

## Kenmerken
Dit staartloze dier heeft over zijn gehele lichaam, met uitzondering van de punt van de snuit, een dichte, korte vacht. De snuit is kaal. Afhankelijk van de lichtinval is de kleur olijfgroen, bruin of donkergrijs. Het dier heeft minuscule ogen en oren. De grote en van stevige klauwen voorzien voorpoten zijn aangepast aan een gravende levenswijze. De lichaamslengte bedraagt 9 tot 14 cm.

## Leefwijze
Dit solitaire dier voedt zich tijdens het graven met wormen, larven en andere diertjes. Deze vallen ook dikwijls in zijn woongangen.

## Verspreiding
Deze soort komt plaatselijk algemeen voor in het westen van Zuid-Afrika.

## Galerij

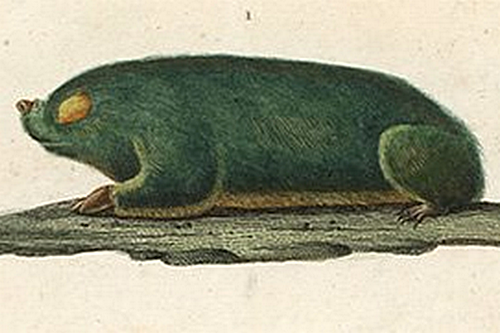